# Ginkgo

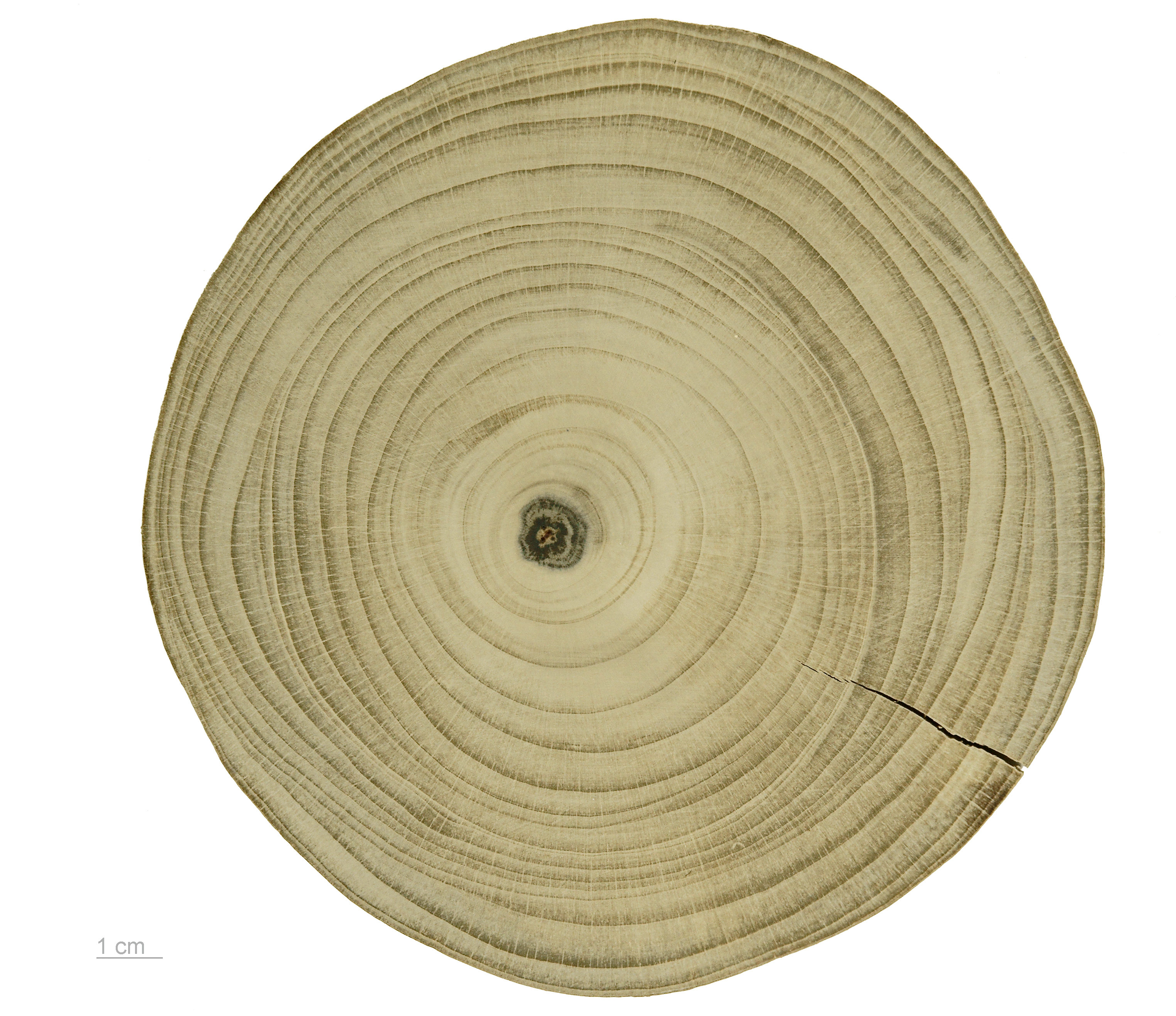

El ginkgo (Ginkgo) és un gènere de gimnospermes de la divisió Ginkgophyta del qual només en queda una espècie, Ginkgo biloba.
El terme Ginkgo s'empra per a classificar les plantes que tenen més de quatre nervadures per segment, en tant que el Baiera s'empra per als que en tenen menys de dos.
El ginkgo modern és un fòssil vivent, amb fòssils clarament propers a ell del període Permià, fa 270 milions d'anys. Es van estendre i diversificar per tota Lauràsia durant el Juràssic mitjà i el Cretaci i començà a escassejar a partir d'aleshores. Fins al Paleocè, el Ginkgo adiantoides era l'única espècie que hi restava i, al final del Plistocè, els fòssils de ginkgo desaparegueren de tots els registres, a excepció d'una petita zona de la Xina central, on ha sobreviscut l'espècie moderna.